# Islam in Frankreich

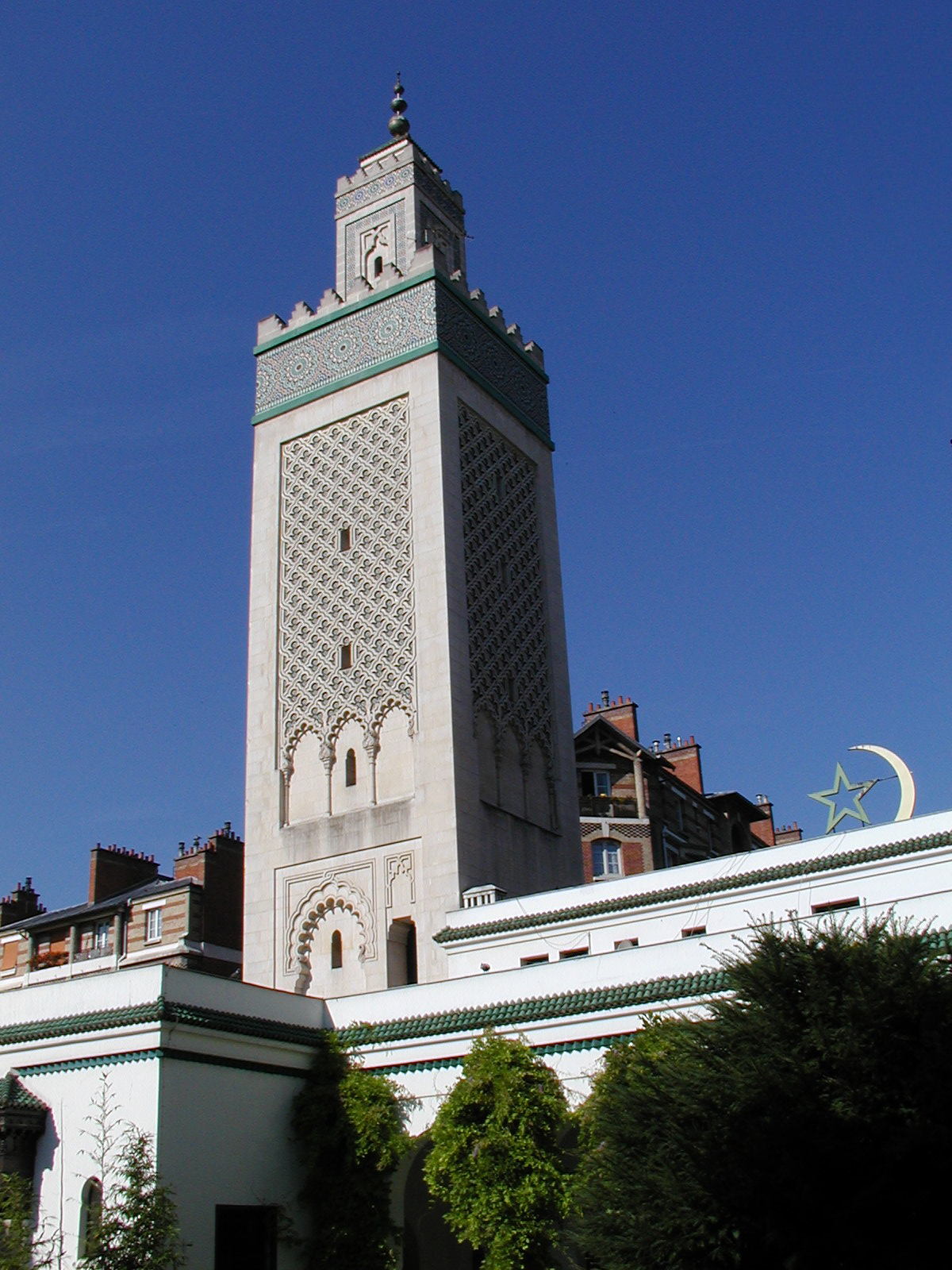
Die Große Moschee in Paris

Der Islam in Frankreich lässt sich nur vage in Zahlen erfassen, da nach französischen Staatsbürgerschafts- und Antidiskriminierungsgesetzen offizielle Befragungen zur ethnischen und religiösen Zugehörigkeit unzulässig sind.

## Muslime in Frankreich

### Geschätzte Anzahl
Die Schätzungen zur Zahl der Muslime in Frankreich schwanken zwischen dreieinhalb und neun Millionen, wobei die meisten Einwanderer aus den Staaten des Maghreb (Algerien, Marokko, Tunesien und Mauretanien) oder aus Subsahara-Afrika (vor allem aus Mali, dem Senegal, dem Tschad, Guinea und den Komoren) sowie aus der Türkei sind, dazu kommen einige Zehntausend französische Konvertiten. Die Einwohner des französischen Überseedépartements Mayotte sind zu 95 % Muslime, auf Réunion lebt eine kleine alteingesessene muslimische Minderheit. Die überwiegende Mehrheit der französischen Muslime sind Sunniten, eine kleine Minderheit Schiiten.
Eine Studie von Alain Boyer vom französischen Innenministerium schätzte im Jahr 2000 anhand der Einwanderungsdaten eine Zahl von 4.155.000 Muslimen, davon 1,55 Millionen algerischer, 1 Million marokkanischer, 350.000 tunesischer und 315.000 türkischer Abstammung, aber nur 250.000 Muslime aus dem Afrika südlich der Sahara. Hinzu kamen geschätzte 40.000 französische Konvertiten.
Die Demografin Michèle Tribalat des Institut national d’études démographiques (INED) errechnete 2003 eine Zahl von 3,7 Millionen „möglichen“ Muslimen in Frankreich, ausgehend von Einwandererzahlen aus islamischen Ländern und deren Nachkommen – bezogen allerdings nur auf afrikanischen Einwandererfamilien.
Schätzungen islamischer Organisationen geben die Zahl der Konvertiten, zu denen auch der Fußballprofi Franck Ribéry gehört, mit 70.000 an und die Gesamtzahl der Muslime in Frankreich meist mit 6 Millionen (nach Maximalschätzungen 8 Millionen) an.
Der deutsche „Taschenatlas Europäische Union“ gibt den Anteil der Muslime an der Gesamtbevölkerung Frankreichs mit 8,2 % an, bei etwa 60,5 Millionen Einwohnern wären das etwa 4,96 Millionen Muslime. Inzwischen scheint die Schätzung von ungefähr 5 Millionen Muslimen auch in Frankreich Konsens zu sein.
Viele Autoren weisen außerdem darauf hin, dass der Begriff „Muslime“ (musulmans) unterschiedlich ausgelegt werden könne und unterscheiden zwischen der Zahl der Personen de culture musulmane, die einem muslimischen Herkunftsmilieu entstammen und denjenigen Muslimen die tatsächlich ihre Religion praktizierenden. Die erste Gruppe schätzt etwa der Demograph Jean-Paul Gourévitch auf sechs bis neun Millionen – der Soziologe und ehemalige Minister Azouz Begag gar auf „beinahe 15 Millionen“ –, die zweite auf 2,5 bis 4 Millionen.
In der Wahrnehmung vieler nichtmuslimischer Franzosen werden jedoch Zuordnungen wie „Algerier“ (Algériens), „Maghrebiner“ (Maghrébins), „Nordafrikaner“ (Nord-africains), „Araber“ (Arabes) und „Muslime“ (Musulmans) oft immer noch synonym verwendet, obwohl z. B. libanesische, syrische und ägyptische Araber z. T. Christen sind oder 1,5 bis 2 Millionen Maghrebiner eher Berber als Araber sind. Daher entsteht gelegentlich der falsche Eindruck, dass die Mehrheit der muslimischen Einwanderer Algerier seien.
Die muslimische Bevölkerungsgruppe in Frankreich verteilt sich sehr ungleich über das Staatsgebiet: Zentren des Islam in Frankreich sind die Region Île-de-France um Paris (v. a. die Départements Seine-Saint-Denis und Val-de-Marne) und das Département Bouches-du-Rhône mit Marseille. Außerdem leben in den Großstädten Lyon, Toulouse, Straßburg (samt den jeweiligen Vororten), Besançon und Nizza sowie im Großraum Lille zahlreiche Muslime. Im Zentrum und dem Westen des Landes und in den meisten ländlichen Regionen leben hingegen kaum Muslime.

### Integration und soziale Situation

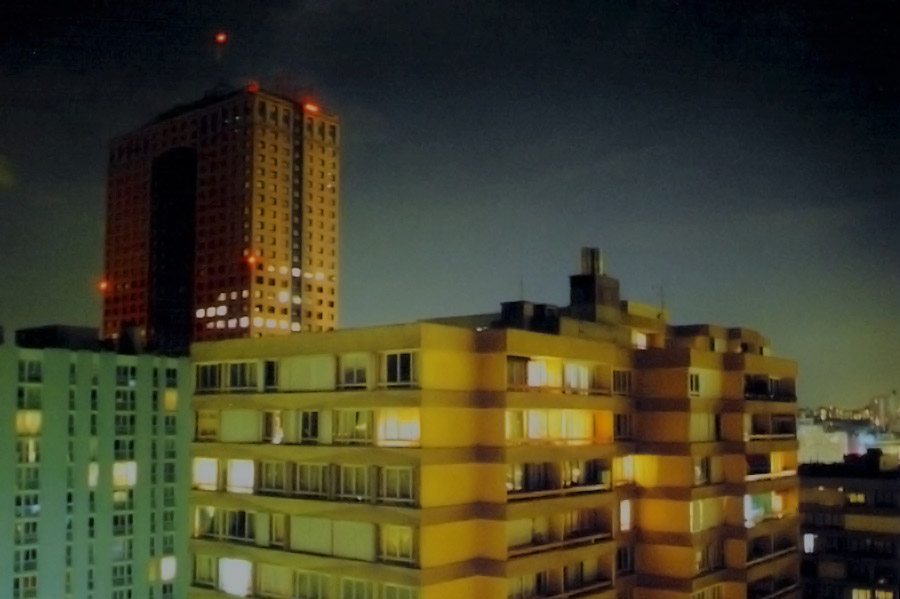
Einwanderer aus 41 Nationen leben im Pariser Arbeitervorort Aubervilliers.

Die soziale Situation der Muslime in Frankreich ist von Problemen geprägt: Ghettoisierung (in Frankreich die Vorstädte), hohe Arbeitslosigkeit, Armut, Perspektivlosigkeit und eine höhere Kriminalitätsbelastung, schlechte bzw. mangelhafte Integration. Diese explosive Situation entlud sich seit 1979 immer wieder und fand ihren vorläufigen Höhepunkt im November 2005 in den Pariser Vorstadtunruhen. Aufgrund dieser Perspektivlosigkeit ist seit Anfang der 1990er Jahre – parallel zur Entwicklung in anderen europäischen Ländern mit großer muslimischer Diaspora, etwa Großbritannien – eine Re-Islamisierung vieler verwestlichter Einwandererkinder und ein zunehmender Einfluss eines militanten islamischen Extremismus festzustellen, der vor allem Jugendliche aus sozialen Brennpunkten anzieht, die geringe Zukunftsperspektiven und oft bereits Erfahrungen mit Kleinkriminalität gemacht haben.
Der damalige französische Innenminister Nicolas Sarkozy verschärfte die Situation noch, in dem er die revoltierenden Jugendlichen als „racaille“ („Abschaum“, „Gesindel“) bezeichnete. In die Proteste mischte sich daraufhin auch Antisemitismus, muslimische Nordafrikaner bezeichneten Sarkozy, dessen Mutter u. a. jüdische Wurzeln hat, als „sale juif“ („schmutzigen Juden“). Als Präsident bemühte sich Sarkozy, den ihm anhaftenden Ruf der Fremdenfeindlichkeit zu beseitigen und die Bemühungen zur Integration von Zuwanderern und zur Verbesserung der Lebensverhältnisse in den banlieues zu verstärken, indem er drei muslimische Frauen in sein Kabinett berief: Rachida Dati, Rama Yade und Fadela Amara. Auch im Kabinett Valls II waren mit Najat Vallaud-Belkacem und Myriam El Khomri zwei Frauen mit muslimischem Hintergrund vertreten.

### Verschiedene islamische Strömungen
Ideologisch konkurrieren ein zunehmend republikanisch-laizistisches Alltagsleben vor allem der Einwanderer-Kinder und -Enkel und islamistische Strömungen miteinander. Während vor allem die älteren muslimischen Einwanderer eher der Kultur ihrer Herkunftsländer verhaftet sind und auch die meisten Imame von dort kommen, gelten große Teile ihrer Nachkommen, für welche sich die umgangssprachliche Bezeichnung Beurs eingebürgert hat, als verstädtert, europäisiert bzw. französisiert und favorisieren einen liberalen Islam sowie eine von westlichen Einflüssen geprägte Mischkultur (z. B. Raï-Musik oder Französischer Hip-Hop). Der liberale Islam wird vor allem von Persönlichkeiten wie Dalil Boubakeur, récteur der Grande Mosquée de Paris und Hassen Chalghoumi, Leiter der Moschee von Drancy, geprägt.
Der Soziologe Gilles Kepel beschreibt anhand der Entwicklung des Départements Seine-Saint-Denis drei Phasen des Islam in Frankreich: 1) den „Islam der Väter“, der auf traditionelle Glaubensformen des ländlichen Bevölkerung Nordafrikas ausgerichtet war und noch keinerlei gesellschaftlichen Einfluss in Frankreich ausüben konnte. 2) den „Islam der Brüder“, ein politischer Islam mit einem zunehmenden Einfluss muslimischer Akademiker aus Nordafrika, der sich etwa in der Gründung muslimischer Organisationen wie der Union des organisations islamiques de France, inspiriert von der Ideologie der Muslimbrüder, zeigte und der sich an politischen Konflikten wie dem Kopftuchstreit in Frankreich ausrichtete. 3) den „Islam der Jungen“, in dem junge, in Frankreich aufgewachsene Muslime selbstbewusst Forderungen vertreten, wie es sich etwa in der Debatte um Halal-Nahrungsmittel zeigt. Parallel mit dem Übergang von der zweiten zur dritten Phase hätten sich auch verschiedene Formen des Salafismus ausgebreitet.
Schon 1987 entlud sich der militante Islamismus an der französischen Politik gegenüber dem schiitischen Iran (Frankreich unterstützte im irakisch-iranischen Krieg massiv den Irak) und dem Libanon, Paris wurde Ziel zahlreicher blutiger Terroranschläge. In den Jahren 1994/95 trugen die algerischen Extremistengruppen GIA und MIA erneut den Terrorismus nach Paris und Marseille, u. a. gegen die Pariser Metro, während Frankreich die Anti-Terror-Einheiten im algerischen Bürgerkrieg unterstützte.
Seither ist die Angst vor dem intégrisme, dem islamischen Fundamentalismus, in der öffentlichen Diskussion über den Islam in Frankreich dominierend. In den letzten Jahren zeigte sich die Radikalisierung einiger junger Muslime unter anderem beim Terrorangriff gegen die Satirezeitung „Charlie Hebdo“, den Terroranschlägen am 13. November 2015 in Paris, mehreren Anschlägen auf jüdische Einrichtungen und an den jungen französischen Dschihadisten, die sich in Syrien der Terrormiliz Islamischer Staat anschlossen.
Parteien wie der Front national sprechen angesichts der zunehmenden „Sichtbarkeit“ des Islam (Kopftücher, Minarette, Halal-Produkte) von einer „Islamisierung des öffentlichen Lebens“. Ebenso warnen zahlreiche konservative Politiker und Intellektuelle wie auch laizistische Linke vor dem zunehmenden communautarisme der französischen Muslime, die sich zugunsten ihrer ethnischen und religiösen Sonderinteressen aus dem öffentlichen Leben der Republik ausgrenzten. Zahlreiche Muslime wiederum beklagen die zunehmende Islamfeindlichkeit der französischen Politik und sehen sich ausgegrenzt.

## Geschichte
Das heutige französische Staatsgebiet kam schon sehr früh mit dem Islam in Kontakt. Die arabische Eroberung Narbonnes 719 (nur acht Jahre nach dem arabischen Sieg über die spanischen Westgoten) lag noch vor Aufstieg (737, 751), Kaiserkrönungen (800, 814) und Reichsteilungen (843, 870, 880) der Karolinger, und erst mit ihrem endgültigen Sturz durch die Kapetinger begann 987 die Geschichte des heutigen Frankreich.

### Mauren und Sarazenen

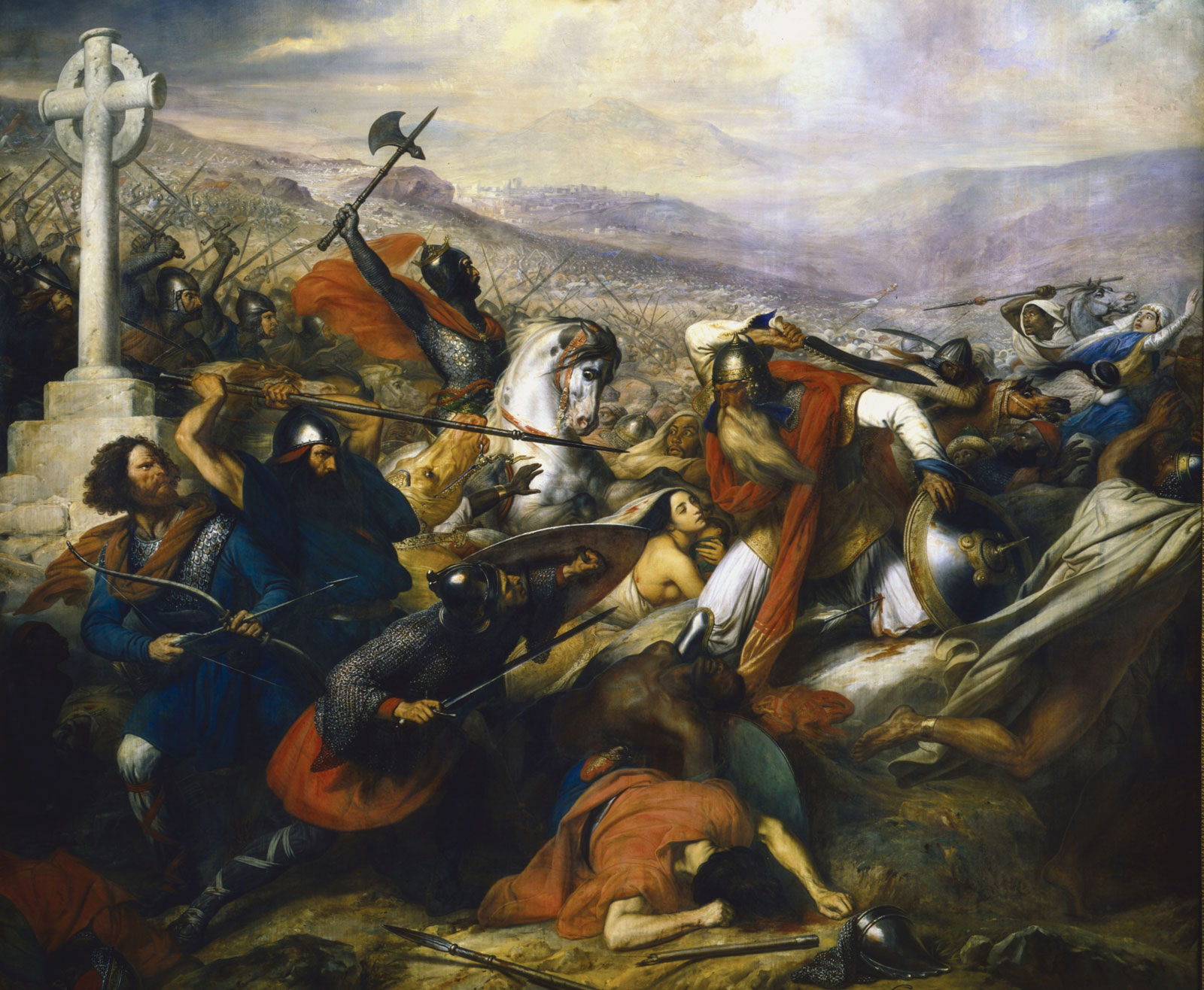
Karl Martell 732 in der Schlacht von Tours und Poitiers, historisierende Darstellung um 1835

Von Narbonne aus eroberten die Muslime im 8. Jahrhundert über Arles, Nîmes und Avignon die Provence im Osten, Bordeaux und Toulouse im Westen, im Norden stießen sie vom Rhonetal und entlang der Saône über Lyon zur Frankenhauptstadt Autun vor, die sie 725/26 und 731 plünderten, sowie über Dijon bis Sens nahe der Loire, Langres und Luxeuil. Faktisch ganz Frankreich bzw. das Frankenreich südlich der Loire (von den Arabern Firandja genannt) fiel vorübergehend in ihre Hand, der Herzog von Aquitanien verbündete und verschwägerte sich mit ihnen gegen den fränkischen König. Kurz darauf wechselte er wieder die Seiten, doch die Aquitanier wurden bei Toulouse von den Arabern besiegt. Die Plünderung des reichen Klosters von Tours aber scheiterte 732 durch die Niederlage in der Schlacht von Tours und Poitiers, die in der christlichen Geschichtsschreibung allerdings fälschlich als Rettung des Abendlandes vor islamischer Herrschaft überhöht wird, denn 735 griffen die Araber erneut an. Im Gegenstoß eroberten die Franken 739/751 Septimanien und 759 auch Narbonne. Aquitanische Aufstände parallel zu arabischen Einfällen in die Gascogne und die Provence hielten aber bis 765 an, ein Gegenstoß Karls des Großen scheiterte 778 vor Saragossa.
Zum Schutz vor den Muslimen errichtete Karl als Pufferzone 781 das Teilkönigreich Aquitanien unter seinem Sohn Ludwig dem Frommen, doch Narbonne und Carcassonne wurden von ihnen 793 nochmals kurz zurückerobert. Daraufhin schuf Karl 795 die vorgeschobene Spanische Mark (812 bis zum Ebro erweitert) unter den Markgrafen von Barcelona, die Geburtsstunde Kataloniens (Barcelona 801, 827 und 852, letztmals 985 von Mauren erobert und letztmals 1115 belagert, bis 1137 französisch).

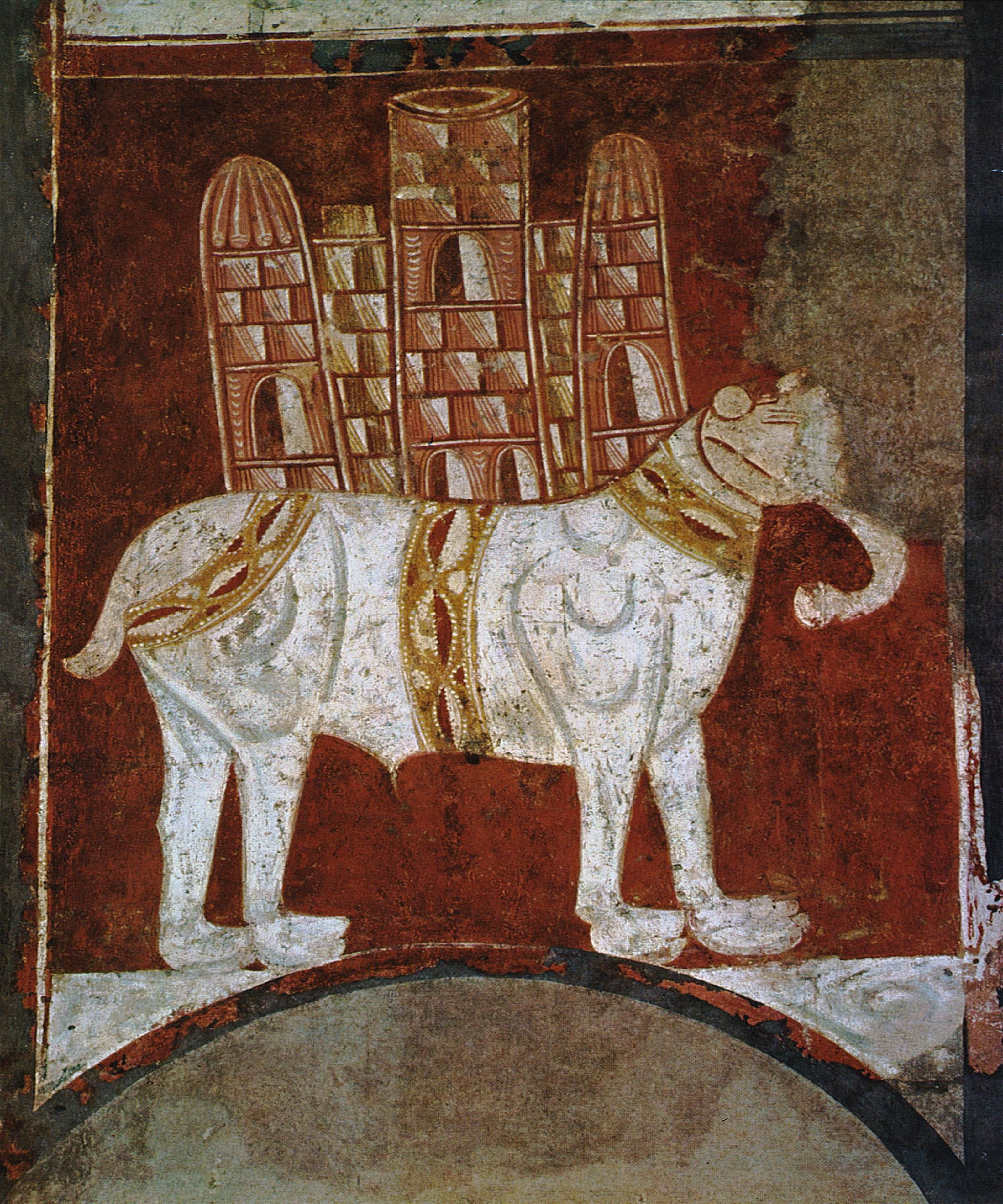
Kalif Harun schenkte Kaiser Karl 801 einen weißen Elefanten namens Abul Abbas

War schon der fränkische Zug nach Saragossa in Absprache mit den irakischen Abbasiden gegen die spanischen Umayyaden erfolgt, so tauschten Kaiser Karl und Bagdads Kalif Hārūn ar-Raschīd in der Folgezeit weitere Gesandtschaften und Geschenke aus.
Im 9. Jahrhundert setzten sich die Muslime trotz einer fränkischen Intervention auf Korsika fest (810/860–930/1020), während Ludwigs I. (des „Frommen“) Enkel Ludwig II. den Islam in Italien bekämpfte. Ab 838 überfielen sie erneut Südfrankreich und das Rhonetal, plünderten z. B. 832 und 848 Marseille bzw. 813, 859 sowie 880 Nizza und errichteten 888 auch wieder in der Provence mit Fraxinetum einen neuen Brückenkopf, der sich den spanischen Mauren unterstellte. Von dort unternahmen sie im 10. Jahrhundert Plünderungszüge im Westen bis nach Arles (Hauptstadt des Königreich Burgund) sowie entlang der Rhone bis Avignon, Vienne (bei Lyon) und Grenoble, stießen im Norden über Genf (939) auch zu den Schweizer Alpenpässen und im Osten über Nizza (942) nach Oberitalien vor und beherrschten dann längere Zeit die Schweiz (952–960), Savoyen (942–965) und die Provence (906–972), ehe sie 973/75 auch Fraxinetum aufgaben. Gleichzeitig stießen Muslime im Jahr 920 aus Spanien selbst über die Pyrenäen vor, verwüsteten ungehindert die Gascogne und bedrohten nochmals Toulouse.
Im 11., 12. und 13. Jahrhundert beteiligten sich französische Ritter an den Kreuzzügen. In Spanien halfen sie der Reconquista 1064 bei der Plünderung Barbastros, 1118 bei der Einnahme Saragossas und 1212 in der Schlacht bei Las Navas de Tolosa. 1098–1291 griffen sie vor allem Syrien und Palästina an und errichteten dort Kreuzfahrerstaaten, französische Adelige wurden Könige von Jerusalem und (lateinische) Kaiser von Konstantinopel. Frankreichs König Ludwig IX. griff 1254 und 1270 vergeblich auch das ayyubidische Ägypten und das hafsidische Tunesien an.
König Karl VI. führte 1390 und 1396 nochmals ebenso erfolglos Angriffe gegen Tunesien und die Türken, französische Truppen halfen 1399 bis 1402 bei der Verteidigung des belagerten Konstantinopel.

### Bündnis mit den Türken
Erst im 16. Jahrhundert trat Frankreich dann wieder mit dem Islam in Kontakt. Gegen die Umkreisung durch spanische und österreichisch-deutsche Habsburger, die damals auch Belgien und Italien beherrschten, schloss Frankreich 1536 ein bedeutsames Bündnis mit dem Osmanischen Reich. Es war das erste und über Jahrhunderte das einzige Bündnis eines abendländischen Staates, dessen Könige sich seit 1469 (Ludwig XI.) vom Papst immerhin „allerchristlichste Majestät“ nennen ließen, mit den orientalischen Sultanen von Istanbul, die als kalifale Nachfolger der Abbasiden auch oberste Führer des (sunnitischen) Islam zu sein beanspruchten.
Dieses überlebenswichtige Bündnis isolierte Frankreich vorübergehend in der katholischen Welt, die Protestanten schlossen jedoch Bündnisse mit Frankreich und verweigerten dem katholischen Kaiser die Reichstürkenhilfe gegen die „Türkengefahr“. Auf dem Höhepunkt der französisch-spanischen Kämpfe um Italien griffen türkische Truppen Österreich 1529 (erfolglos) an, während algerisch-türkische Piraten mit französischer Unterstützung italienische und spanische Küstenstädte plünderten, so z. B. gemeinsam mit einem französischen Landheer 1543 Nizza. Frankreich war das einzige katholische Land, in dem nach der türkischen Niederlage in der Seeschlacht von Lepanto 1571 nicht das Te Deum anlässlich des christlichen Sieges über die Muslime angestimmt wurde.
Nach der zweiten Niederlage seiner türkischen Verbündeten vor Wien 1683 griff Frankreich in einem (vergeblichen) Entlastungsangriff Österreich von Westen an und zog damit das Heilige Römische Reich erstmals in einen Zweifrontenkrieg. Von da an entschieden sich auch immer wieder einzelne Franzosen für eine Konversion zum Islam, so z. B. der Artilleriegeneral Bonneval, der die Türken 1739 zum letzten Sieg über Österreich führte. Im Österreichischen Erbfolgekrieg kämpften Türken und Tataren ab 1743 als französische Freiwillige in den Volontaires de Saxe. Um 1750 schloss Frankreich auch Bündnisse mit dem Nizam von Hyderabad und anderen muslimischen Fürsten Indiens, bis 1799 unterstützte zudem auch das revolutionäre Frankreich Tipu Sultan von Maisur, während die Briten dessen hinduistischen Gegnern beistanden.
Doch unter Napoleon Bonaparte, der 1798 als Revolutionsgeneral dem Osmanischen Reich Ägypten entriss, zerbrach das französisch-türkische Bündnis. Napoleon hatte im gleichen Jahr auch in Rom den Papst entthront und dann in Ägypten seine Proklamationen mit „Sultan kabir“ (großer Sultan) unterzeichnet, woraufhin ihn radikale Katholiken ebenso wie später auch russische Orthodoxe als vom Glauben abgefallenen „Antichristen“ ansahen.
Zwar verbündete sich das napoleonische Frankreich 1806 nochmals mit den Osmanen gegen Briten und Russen, woraufhin sich Ägypten einer britischen Invasion und Istanbul britisch-russischer Flottenangriffe erwehren musste. Doch schon im Frieden von Tilsit (1807) ließ Napoleon das Osmanische Reich im Stich und konnte daher dessen Unterstützung bei seinem Feldzug gegen Russland (1812) nicht mehr erwarten.

### Frankreich und Ägypten

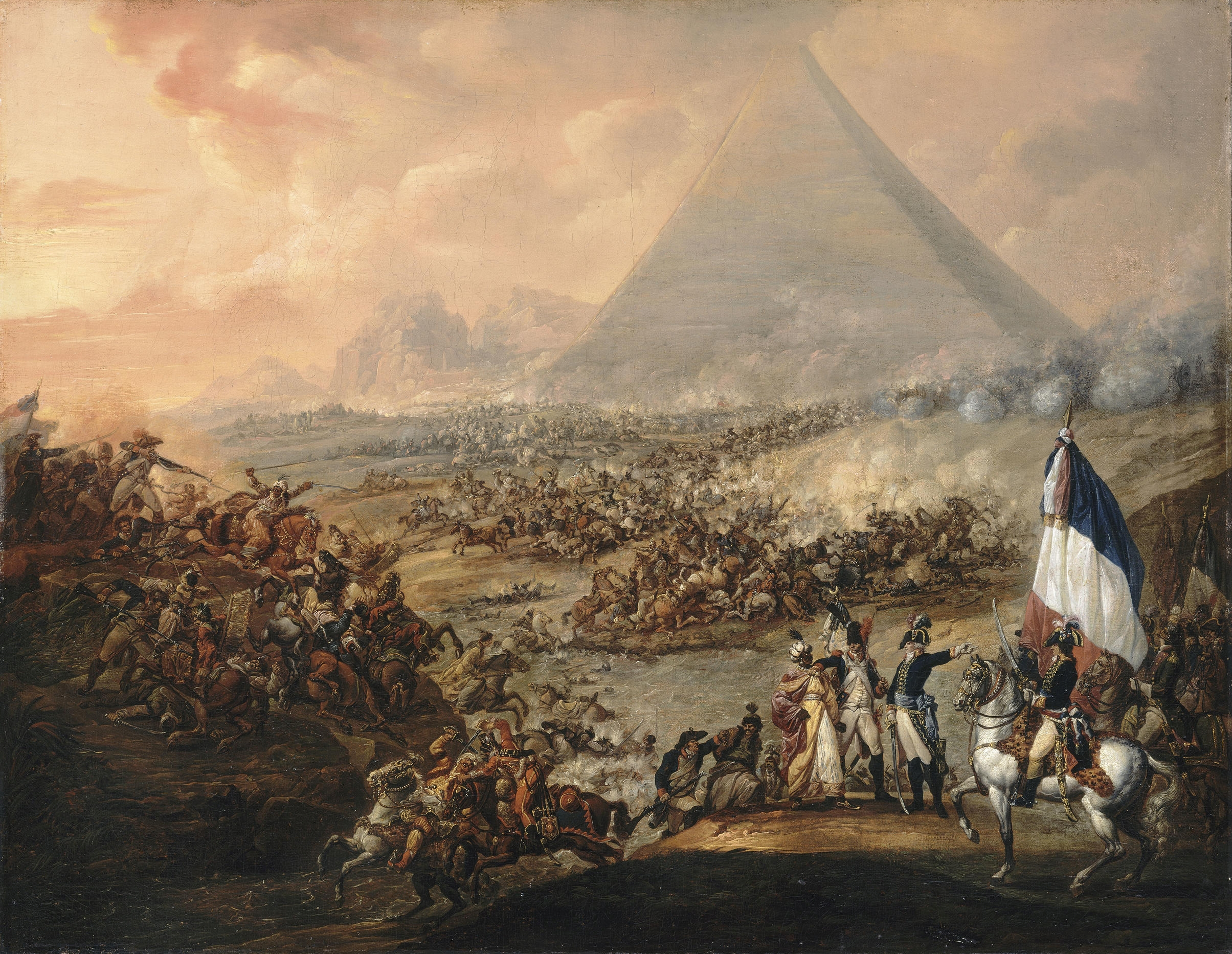
Nach seinem Sieg im Schatten der Pyramiden unterwarf Napoleon 1798 die Mamluken und Ägypten

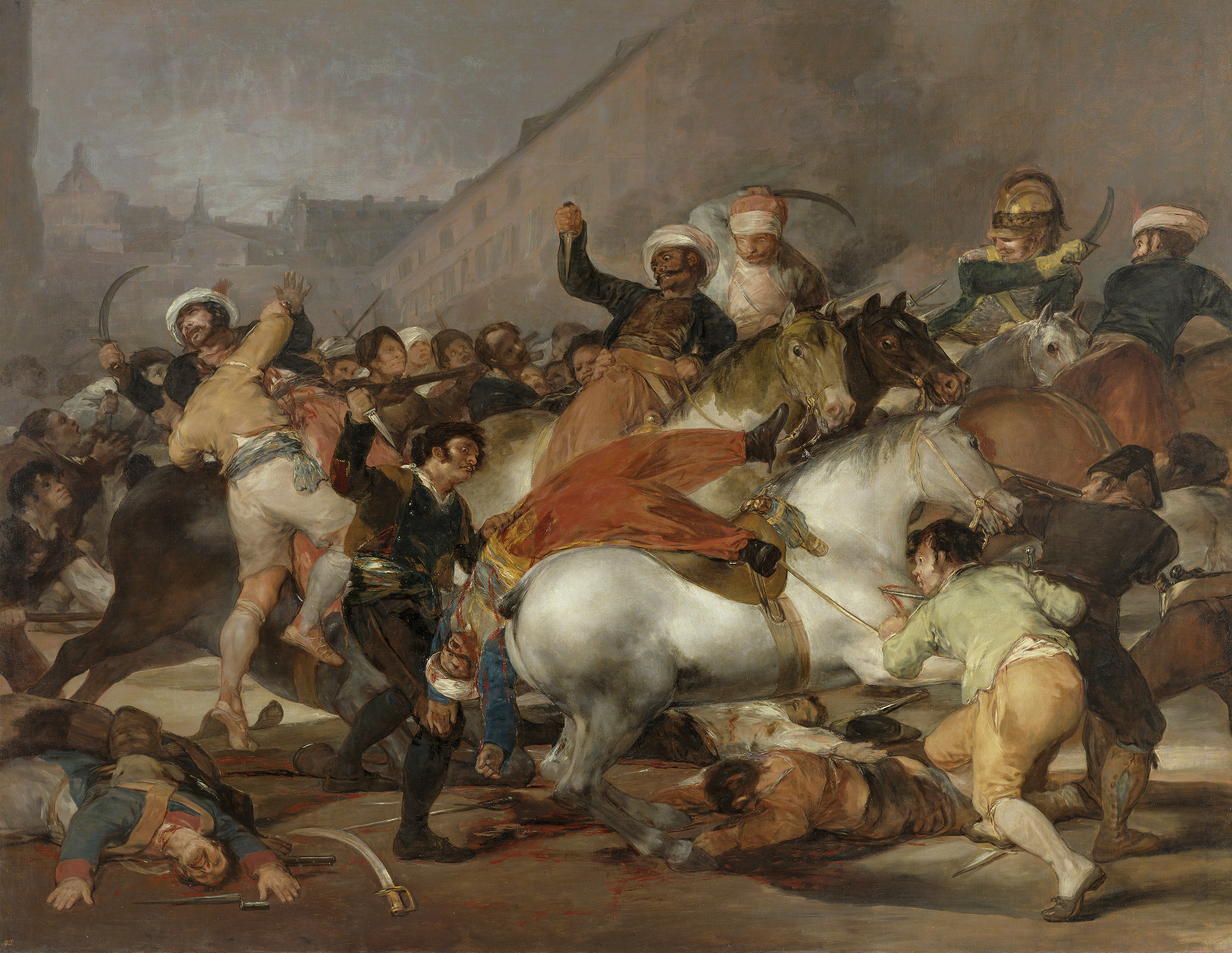
Goya: Die mitgebrachten Mamluken bekämpften 1808 Madrider Aufständische

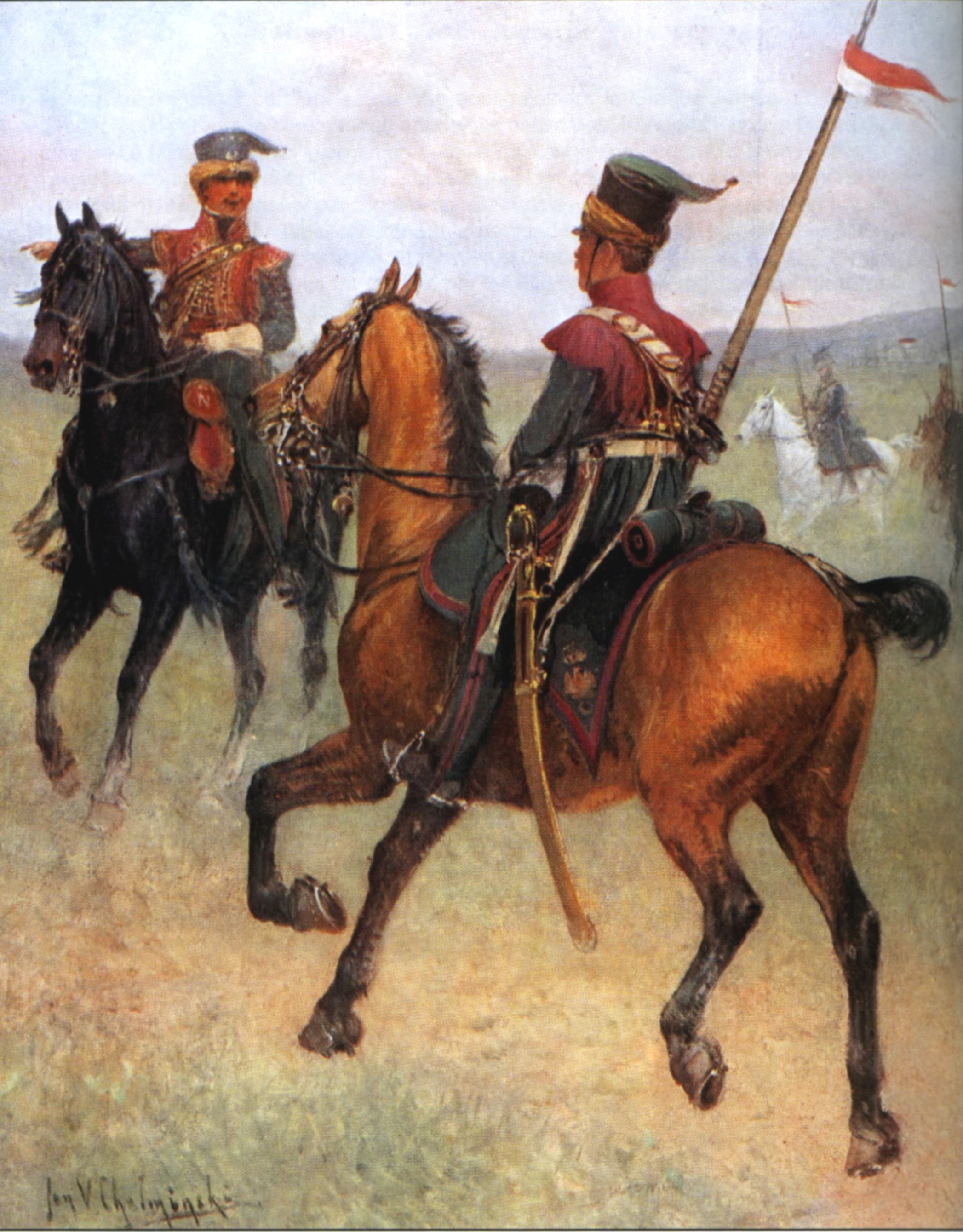
Auch polnische Lipka-Tataren kämpften in Napoleons Armeen

Algerische Muslime im französischen Heer: Turkos rechts und hinten, Zuave links (1897)

Die Ägyptische Expedition der Franzosen hatte dennoch bedeutende Auswirkungen sowohl für Frankreich als auch für die gesamte Arabische Welt. Zwar blieb Ägypten nur bis 1801 französisch, doch der letzte Gouverneur (General Menou) nahm den Islam an, und Napoleon brachte aus Ägypten und Syrien einige Hundert Muslime (Mamluken) mit, die in französischen Diensten z. B. 1808 den Aufstand in Madrid niederschlagen halfen. Der Mameluck Roustam Raza diente Napoleon von 1799 bis 1814 als Leibwächter und Kammerdiener. Die neugewonnenen Kenntnisse über den Islam und die Region beflügelten die französische Orientalistik.
Die Ägyptische Expedition wird als Beginn der Moderne in Ägypten und darüber hinaus in der islamischen Welt angesehen. Druckerpressen, die Napoleon nach Ägypten hatte bringen lassen, um seine Proklamationen drucken zu können, machte Massenkommunikation nun auch in der islamischen Welt möglich: Schon um 1820 publizierte eine muslimische Presse in Bulaq Lehrbücher, und Kairo wurde zu einem der Zentren des islamischen Buchdrucks. Französische Intellektuelle, die im Institut d'Égypte tätig waren, faszinierten aufgrund ihrer fließenden Arabischkenntnisse und ihrer von säkularen Ideen geprägten wissenschaftlichen Neugierde islamische Gelehrte wie den Großimam (Šaiḫ al-Azhar) der al-Azhar-Universität in Kairo, Hasan al-Attar. Als Mentor Rifāʿa Rāfiʿ at-Tahtāwīs organisierte al-Attar die erste Reise von Stipendiaten des ägyptischen Vizekönigs Muhammad Ali Pascha nach Frankreich. At-Tahtawi und andere Studienreisende entdeckten Europa ebenso wie al-Afghānī und dessen Mitarbeiter Muhammad Abduh. Waren al-Attars Gedanken noch auf den Widerstand der islamischen Religionsgelehrten gestoßen, so leiteten at-Tahtawi und andere ägyptische Gelehrte wie Abduh um 1830 die „arabische Renaissance“ (Nahda) ein. Umgekehrt beeinflusste der Austausch mit islamischen Intellektuellen im „arabischen Frankreich“ auch die französische Gesellschaft, die sich nach der Revolution und den Reformen Napoleons im Umbruch befand.
Zusammen mit Großbritannien und Russland hatte Frankreich den Griechischen Aufstand unterstützt und bei Navarino 1827 die türkisch-ägyptische Flotte vernichtet, dann aber ein Bündnis mit Ägypten geschlossen. Dieses auf dem Höhepunkt der „Orientalischen Krise“ geschlossene französisch-ägyptische Bündnis von 1830 bis 1840 isolierte Frankreich gegenüber der Quadrupelallianz kurzzeitig erneut und führte zum endgültigen Zusammenbruch der „Heiligen Allianz“ in Europa, während der ebenfalls zum Islam übergetretene französische Artilleriegeneral Seve die ägyptische Armee modernisierte. Die Ägyptenexpedition war auch der Auftakt zu französischen Kolonialerwerbungen islamischer Gebiete auf Kosten des Osmanischen Reiches, wenn auch Frankreich unter Napoleon III. im Krimkrieg 1853–1856 nochmals auf Seiten der Osmanen gegen Russland kämpfte. Frankreich, das 1740 von den Türken als Beschützer der Katholiken im Osmanischen Reich und der christlichen Heiligtümer in Jerusalem geehrt worden war, war in Konflikt mit Russland geraten, als dieses die gleichen Rechte und die Schutzherrschaft für die orthodoxen Christen beansprucht hatte. Schon 1860 intervenierte Frankreich zugunsten der syrischen Christen wieder gegen die Osmanen.
1863–1867 unterstützte ein ägyptisches Bataillon die Französische Intervention in Mexiko.
Von vergleichsweise größter Bedeutung war 1830 die Besetzung der algerischen Küstenstädte Algier, Oran und Bone (Annaba), die zum Ausgangspunkt der Eroberung des gesamten Maghreb einschließlich Tunesiens (1881), Mauretaniens (1905) und Marokkos (1912) wurden. Erst nach dem Ersten Weltkrieg kamen in der Levante bzw. im arabischen Osten (Maschriq) 1920 auch Syrien und der Libanon unter französische Mandatsherrschaft, eine erste Welle muslimischer Einwanderung folgte. Ein 1925 gleichzeitig in Marokko und Syrien ausgebrochener Aufstand wurde mit nationalistischer Begeisterung 1927 niedergeschlagen.

### Frankreich und Algerien
Obwohl seit 1637/1659 und 1791/1859 auch Senegal (älteste dauerhafte islamische Kolonie Frankreichs), seit 1654 Réunion, seit 1841/1885 die Komoren (bis 1975) und seit 1862 Dschibuti (bis 1977) französisch waren, spielte Algerien die zentrale und besondere Rolle im französischen Kolonialreich, vergleichbar der Indiens im britischen Empire. Das wurde nach der bürgerlich-demokratischen Februarrevolution 1848 durch die Einbeziehung dreier algerischer Departements ins französische Mutterland noch verstärkt bzw. verkompliziert: Algier, Oran und Constantine (Hinterland von Bone/Annaba, von dort kamen die Zuaven). Algerien war nun geteilt: die Sahara stand unter kolonialer bzw. seit 1871 unter Militärverwaltung, während die von Algeriern und einer Minderheit französischer Siedler bewohnte Küstenregion als unmittelbarer Teil der Republik selbstverständlich keine Autonomie erhalten konnte. Allerdings hatten im Gegensatz vor 1944 zu den christlichen und jüdischen Bewohnern Französisch-Algeriens nur eine Minderheit der Muslime die französische Staatsbürgerschaft und daher auch keine politischen Rechte, 1916 wurden auch die drei, später vier wichtigsten Städte Senegals (Quatre Communes: Saint-Louis, Dakar, Rufisque, Gorée) integrale Bestandteile des Mutterlands und seine Bewohner vollwertige französische Staatsbürger.
Als Franzosen fielen Hunderttausende Algerier und Senegalesen im Deutsch-Französischen Krieg sowie auf den Schlachtfeldern beider Weltkriege, wobei jedoch mit „Senegalesen“ oftmals alle im französischen Dienst stehenden afrikanischen Soldaten bezeichnet wurden. Am Ersten Weltkrieg hatten allein in Frankreich fast 500.000 Afrikaner aus den französischen Kolonien teilgenommen. Die Mehrheit war aus Nordafrika gekommen, davon 170.000 Algerier, 70.000 von ihnen waren gefallen, davon 25.000 Algerier – zum Dank an die im Ersten Weltkrieg in der Schlacht um Verdun getöteten 100.000 Muslime wurde 1922 die Pariser Moschee errichtet (Auch marokkanisch-französische Spahis hatten vor Verdun gekämpft). Im Zweiten Weltkrieg spielten der Senegal bzw. der Tschad und 500.000 afrikanische Soldaten auf der Seite der „Freien Franzosen“ eine Schlüsselrolle bei der Befreiung des französischen Mutterlandes (250.000 kämpften in Tunesien und Libyen, 15.000 auf Korsika, 200.000 in Frankreich selbst, fast 400.000 in Italien, Tausende wurden Besatzungstruppen in Deutschland und Österreich). Die „Freien Franzosen“ hatten 1943/44 Syrien und den Libanon in die Unabhängigkeit entlassen müssen, als aber nach Kriegsende 100.000 entlassene algerische Soldaten zumindest Autonomie auch für ihre Heimat forderten, wurden sie 1945 zusammengeschossen (Massaker von Sétif, 40.000 Algerier wurden dabei getötet), bereits 1944 waren ähnliche Proteste der Tiraileurs Sénégalais blutig niedergeschlagen worden. Algeriens Muslime erhielten zwar französische Bürgerrechte, Algerien selbst wurde so aber nur noch enger an Frankreich gebunden, da in der Sahara Erdöl gefunden wurde.
Unmittelbar nach der französischen Niederlage im Indochinakrieg 1954 brach der algerische Aufstand aus, gefördert durch nasseristische Agitatoren aus Ägypten. Bereits 1953 hatten sich die Marokkaner erhoben. Nach einer gescheiterten Intervention in Ägypten und der „Schlacht von Algier“ musste Frankreich 1956 Marokko und Tunesien in die Unabhängigkeit entlassen, 1960 die Kolonien im Subsahara-Afrika, in Algerien aber putschten französische Siedler gegen einen französischen Rückzug oder die 1959 angebotene Autonomie. Dennoch endete der Algerienkrieg, der die algerische Gesellschaft gespalten und auch Frankreich selbst an den Rand eines Bürgerkrieges gebracht hatte, nach über 500.000 Toten (anderen Angaben zufolge 1,5 Millionen) 1962 mit der Unabhängigkeit Algeriens.
Zusammen mit zwei Millionen Siedlern und profranzösischen Algeriern flohen fast 100.000 algerische Söldner, sogenannte „Harkis“, nach Frankreich (weitere 150.000 Harkis sollen der algerischen Rache überlassen worden sein). Fast zeitgleich mit den Harkis strömte in den 1960er Jahren als ins Land gerufene Gastarbeiter die zweite Welle muslimischer Einwanderer nach Frankreich.

### Zusammenfassung (Zeittafel)
- 8./9. Jahrhundert – islamische Angriffe auf Südwestfrankreich (Narbonne 719–759 arabisch), aber Freundschaft des Frankenkaisers mit dem Kalifen in Bagdad
- 9./10. Jahrhundert – islamische Angriffe auf Südostfrankreich (Korsika 810–930/1020 und Fraxinetum 888–975 arabisch)
- 11.–13. Jahrhundert – französische Kreuzzüge gegen den Islam in Spanien, Palästina, Ägypten und Tunesien
- 16.–18. Jahrhundert – französisch-osmanisches Bündnis (1536–1798)
- 17. Jahrhundert – Eroberung Senegals und Réunions
- 18. Jahrhundert – Bündnis Frankreichs mit muslimischen Fürsten Indiens
- 19. Jahrhundert – französisch-ägyptisches Bündnis und Eroberung Algeriens (1830/48)
- 20. Jahrhundert – Erwerb weiterer islamischer Kolonien (Maghreb und Levante) und Verlust derselben, Algerienkrieg und muslimische Einwanderung, Freundschaft Frankreichs zum Irak (1973–2003), Integrationsprobleme

## Staat und Religion

### Muslime und Moscheebau
Für die Muslime in Frankreich gab es im Jahr 2006 2.147 islamische Gebetsstätten.
Paris
Die Pariser Moschee wurde von der französischen Regierung als Zeichen des Dankes an die Muslime, die im Ersten Weltkrieg mit Frankreich gegen Deutschland gekämpft hatten, erbaut und am 15. Juli 1926 vom französischen Präsidenten Gaston Doumergue eröffnet.
Marseille
Der Stadtrat von Marseille hat am 16. Juli 2007 den Bau der Mosquée de Saint-Louis auf dem Gelände eines früheren Schlachthofs im Norden der Stadt genehmigt.
Der Vorsitzende des Moscheevereins La Mosquée de Marseille, Nourredine Cheikh, plant mit dem Bau der Moschee die Muslime aus dem Milieu der Hinterhofmoscheen herauszuführen. Der Bau mit zwei 25 Meter hohen Minaretten wird 2000 Gläubigen Platz bieten und voraussichtlich 8,6 Millionen Euro kosten. Marseille zählt etwa 200.000 muslimische Einwohner.

### Imame und Imam-Ausbildung
Im laizistischen Frankreich ist bisher keine staatliche Ausbildung oder ein anerkanntes Studium für Imame möglich, Pläne für einen islamischen Studiengang oder eine Angliederung an die Universität Straßburg oder an einer der Pariser Universitäten wurden bisher nicht verwirklicht.
Seit 1992 gibt es mit dem „Institut Européen des Sciences Humaines“ der UOIF und FIOE ein privates Ausbildungsinstitut für Imame, das jedoch wegen seiner islamistischen Ausrichtung umstritten ist und nur wenige als Imam tätige Absolventen vorweisen kann.
Aufgrund dieses Mangels sind die islamischen Geistlichen meist im Ausland ausgebildet, verschiedene französische Regierungen haben dies umstrittene Praxis durch bilaterale Verträge etwa mit den Maghrebstaaten offiziell gefördert. Nur ein Drittel der Imame spricht daher fließend Französisch, je ein weiteres Drittel hat nur durchschnittliche bzw. mangelhafte Französischkenntnisse. Einige von ihnen stehen unter dem Einfluss ausländischer Islamisten, die französische Regierung hat einige radikale Imame von Pariser Moscheen ausgewiesen. Kurse in französischer Sprache, Landeskunde und Gesetzgebung – insbesondere den Regeln der laïcité – sollen helfen, die Imame an ihre Aufgaben in Frankreich heranzuführen.

### Vertretung muslimischer Interessen
Dem 2002 vom damaligen französischen Innenminister Sarkozy geschaffenen Conseil français du culte musulman (CFCM) gehören die von Marokkanern dominierte Fédération nationale des musulmans de France, die von Algerischstämmigen dominierte Pariser Moschee sowie die Union des organisations islamiques de France (UOIF) an. Dieser Rat, dessen formaler Vorsitzender Dalil Boubakeur, der Imam der Großen Moschee in Paris ist, setzt die Muftis von Paris und Marseille ein (und ab), in Marseille allerdings machte sich der von Boubakeur zum Großmufti erhobene liberale Soheib Bencheikh (Sohn algerischer Eltern) unabhängig und versuchte vergeblich für die Präsidentschaftswahlen 2007 zu kandidieren.
Weitere, aber kleinere Gruppierungen sind die Tariq Ramadan nahestehende Union des jeunes musulmans sowie einige dem Konvertiten René Guénon folgende Organisationen. Zudem haben zahlreiche Exilgruppen ausländischer Politiker Asyl in Frankreich gefunden, z. B. der islamisch-sozialistische Nationale Widerstandsrat des Iran unter Präsidentin Maryam Radschawi. Neben iranischen leben auch zahlreiche kurdische Emigranten in Frankreich.
Im Wahlkampf 2007 hatten die „Vereinigung der islamischen Organisationen in Frankreich“ (Union des organisations islamiques de France, UOIF) und Dalil Boubakeur, der Rektor der Pariser Zentralmoschee und derzeitige Vorsitzende des CFCM, sowohl dem scheidenden Präsidenten Jacques Chirac als auch seinem am 6. Mai 2007 gewählten Nachfolger, dem Vorsitzenden der konservativ-liberalen Einheitspartei UMP, Nicolas Sarkozy, ihre Unterstützung zugesagt.

## Meinungsforschung in Frankreich
Laut einer im Dezember 2010 im Auftrag der Zeitung Le Monde durchgeführten repräsentativen Umfrage durch das französische Meinungsforschungsinstitut IFOP sehen etwa 42 % der Menschen in Frankreich im Islam eine Gefahr für ihre nationale Identität (ein ähnliches Ergebnis wurde für Deutschland ermittelt). Mehr als zwei Drittel der Franzosen finden zudem, Muslime seien nicht gut integriert. 61 % der repräsentativ befragten Franzosen nannten eine Verweigerungshaltung der Muslime als wichtigsten Grund für die Integrationsprobleme. An zweiter und dritter Stelle der angegebenen Gründe für die Integrationsprobleme stehen zu große kulturelle Unterschiede (40 %) und Ghettoisierung (37 %).